# گدازگری

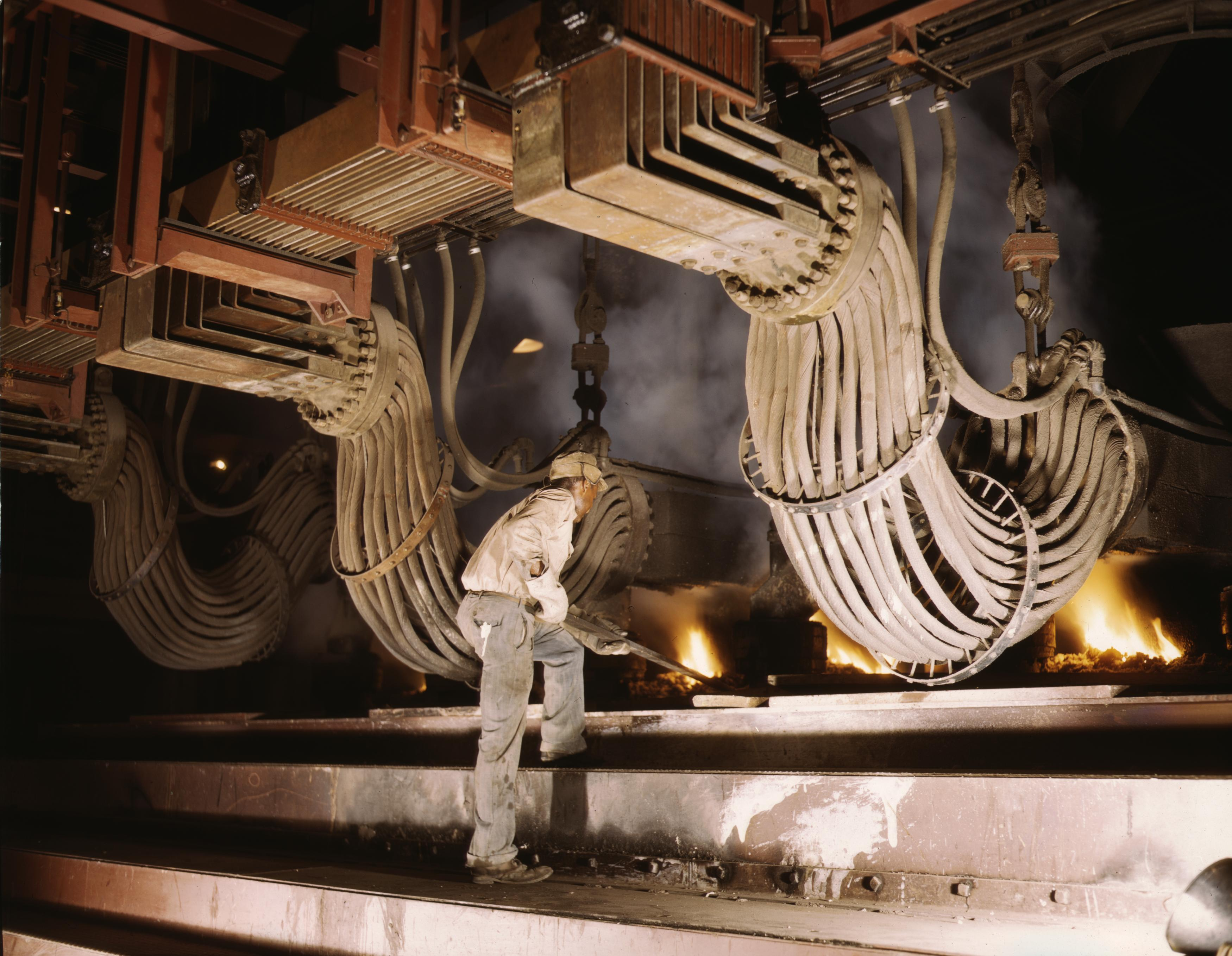
کوره ذوب الکتریک فسفات در کارخانه شیمیایی تنسی ولی آتوریتی (۱۹۴۲)

گدازگری (به انگلیسی: Smelting) روشی از متالورژی استخراجی است، که به فرایند اعمال حرارت به سنگ معدنی با هدف ذوب کردن فلز پایه، اطلاق می‌گردد. از این فرایند برای استخراج فلزات بسیاری همچون نقره، آهن، مس و دیگر فلزات پایه از سنگ معدن استفاده می‌شود. ذوب کردن فلزات در ظرفی بنام بوته انجام می‌شود، بوته ریخته‌گری هر فلزی نسبت به درجه حرارت ذوب شدن آن فلز متفاوت می‌باشد، با استفاده از گرمای زیاد و عامل کاهش دهنده مواد شیمیایی با هدف تجزیه سنگ، تخلیه سایر عناصر به صورت گاز یا سرباره و باقی ماندن فلز پایه انجام می‌شود.
باید توجه داشت اگرچه دو اصطلاح گدازگری (به انگلیسی: Smelting) و ذوب (به انگلیسی: melting) شبیه به هم هستند، اما هر کدام اصطلاح مختلفی هستند و کاربرد و معنای متفاوتی دارند. ذوب فرایند مایع سازی یک ماده جامد، از طریق گرم کردن است. ذوب شدن فرایندی است که طی آن ماده از فاز جامد به فاز مایع تبدیل می‌شود. گدازگری فرآیندی است که طی آن سنگ معدنی یک فلز تا بیش از دمای ذوب فلز داغ می‌شود تا فلز استخراج شود. هر دو فرایند شامل گرم کردن ماده تا دماهای بالا است. تفاوت اصلی بین ذوب و گدازگری اما این است که ذوب یک ماده جامد را به مایع تبدیل می‌کند در حالی که گدازگری یک سنگ معدنی را به خالص‌ترین حالت تبدیل می‌کند.

## فرایند
گدازگری فقط شامل ذوب فلز از سنگ معدنی آن نمی‌شود. بیشتر سنگ‌های معدنی ترکیبی شیمیایی از فلز با سایر عناصر هستند؛ مانند اکسیژن (به شکل اکسید)، گوگرد (به شکل سولفید) یا کربن و اکسیژن با هم (به شکل کربنات). برای استخراج فلز، کارگران باید این ترکیبات را تحت واکنش شیمیایی قرار دهند. درنتیجه گدازگری شامل استفاده از عوامل کاهنده مناسب برای ترکیب شدن با آن عوامل اکسید کننده و آزاد شدن فلز می‌شود.

### تفت دادن (Roasting)
در مورد سولفیدها و کربنات‌ها، فرایندی به نام «تفت دادن» باعث حذف کربن یا گوگرد ناخواسته می‌شود و اکسیدی به جا می‌گذارد که می‌تواند مستقیماً کاهش یابد. تفت دادن معمولاً در محیط اکسید کننده انجام می‌شود. چند مثال عملی:
- مالاکیت، سنگ معدن متداول مس، در درجه اول هیدروکسید کربنات مس Cu2(CO3)(OH)2 است.[۳] این ماده معدنی در چندین مرحله بین ۲۵۰ درجه سلسیوس تا ۳۵۰ درجه سلسیوس دچار تجزیه حرارتی به 2CuO , CO2 و H2O می‌شود.[۴] دی‌اکسید کربن و آب به اتمسفر رانده می‌شوند و اکسید مس (II) باقی می‌ماند که می‌تواند مستقیماً به مس کاهش یابد، همان‌طور که در بخش زیر با عنوان کاهش توضیح داده شده‌است.
- گالنا، متداول‌ترین ماده معدنی سرب، در درجه اول سولفید سرب (PbS) است. سولفید به یک سولفیت، اکسید می‌شود (PbSO3)، که به صورت حرارتی به اکسید سرب و گاز گوگرد دی‌اکسید تجزیه می‌شود. (PbO و SO2) گوگرد دی‌اکسید دفع می‌شود (مانند دی‌اکسید کربن در مثال قبلی)، و اکسید سرب به شرح زیر کاهش می‌یابد.

### کاهش
کاهش، مرحله نهایی و دما بالا در گدازگری است که در آن اکسید به فلز اصلی تبدیل می‌شود. یک محیط کاهنده (غالباً توسط مونوکسیدکربن تهیه می‌شود، که در اثر احتراق ناقص در کوره ای با هوای ناکافی ساخته می‌شود) اتم‌های نهایی اکسیژن را از فلز خام بیرون می‌کشد. دمای مورد نیاز در یک بازه بسیار بزرگ متغیر است، چه از نظر مطلق و چه از نظر نقطه ذوب فلز پایه. مثال‌ها:
- اکسید آهن تقریباً در دمای ۱۲۵۰ درجه سلسیوس به آهن فلزی تبدیل می‌شود (۲۲۸۲ درجه فارنهایت یا ۱۵۲۳٫۱۵ کلوین)، یعنی تقریباً ۳۰۰ درجه زیر نقطه ذوب آهن که ۱۵۳۸ درجه سلسیوس است. (۲۸۰۰٫۴ درجه فارنهایت یا ۱۸۱۱٫۱۵ کلوین).
- اکسید جیوه در نزدیکی ۵۵۰ درجه سلسیوس به بخار جیوه تبدیل می‌شود. (۱۰۲۲ درجه فارنهایت یا ۸۲۳٫۱۵ کلوین)، تقریباً ۶۰۰ درجه بالاتر از نقطه ذوب جیوه که منفی ۳۸ درجه سلسیوس است (منفی ۳۶٫۴ درجه فارنهایت یا ۲۳۵٫۱۵ کلوین).

پس از اتمام مرحله کاهش، فلاکس و سرباره می‌توانند خدمات ثانویه ای را ارائه دهند: آنها یک پوشش مذاب روی فلز تصفیه شده ایجاد می‌کنند، از تماس با اکسیژن در حالی که هنوز گرم است و به راحتی اکسید می‌شود جلوگیری می‌کنند. این از تشکیل ناخالصی‌ها در فلز جلوگیری می‌کند.

### گدازآورها (Fluxes)
کارگران فلزکاری به چند دلیل از گدازآور یا فلاکس در گدازگری استفاده می‌کنند، که اصلی‌ترین آنها کاتالیز واکنش‌های مورد نظر و اتصال شیمیایی به ناخالصی‌های ناخواسته یا محصولات واکنش است. برای این منظور اغلب از اکسید کلسیم به شکل آهک استفاده می‌شد، زیرا اکسید کلسیم می‌تواند با دی‌اکسید کربن و دی‌اکسید گوگرد تولید شده در حین تفت دادن و گدازگری واکنش نشان دهد و آنها را از محیط کار دور نگه دارد.